# Baler
Baler, oficialment el Municipi de Baler (Filipino: Bayan ng Baler; Ilocano: Ili ti Baler), és un municipi en la província d'Aurora en la regió de Luzon Central, sent la capital provincial. La població era de 39.562 habitants el 2015. En les eleccions de 2016 va tenir 22,535 votants registrats.
Està ubicat a 231 quilòmetres del nord-est de Manila a través d'un passadís de muntanya accessible per autobús i vehicle. Es troben formacions geogràfiques espectaculars i és situat en una plana vasta al final del sud de Baler Badia, un segment contigu del Mar Filipí.
Fou identificat per Google el 2009 com a principal lloc de destinacions de platja a les Filipines.